# Чебатуркин, Владимир Александрович
Владимир Александрович Чебатуркин (род. 23 апреля 1975, Сургут, Тюменская область) — российский хоккеист, защитник. Тренер.

## Биография
В первенстве страны дебютировал в сезоне 1991/92 в составе «Кристалла» Электросталь в первой лиге. В сезонах 1994/95 — 1995/96 выступал за клуб в МХЛ.
На драфте НХЛ 1993 года был выбран в 3-м раунде под общим 66-м номером клубом «Нью-Йорк Айлендерс». Сезон 1996/97 провёл в ИХЛ, выступая за «Юту Гриззлиз», играл в АХЛ за «Кентукки Тороблэйдс» (1997/98), «Лоуэлл Лок Монстерз» (1998/99 — 1999/2000). За «Айлендерс» в сезонах 1997/98 — 1999/2000 провёл 27 матчей, набрал 4 (1+3) очка.
9 июня 2000 года подписал контракт с «Сент-Луис Блюз», в 22 матчах в НХЛ набрал 3 (1+2) очка. Провёл 33 игры за «Вустер Айскэтс» в АХЛ. 5 сентября 2001 года заключил договор с «Чикаго Блэкхокс», в 13 играх набрал 2 (0+2) очка; за «Норфолк Эдмиралс» в АХЛ провёл 57 матчей. В июле 2002 в статусе неограниченного свободного агента подписал контракт с «Нью-Йорк Рейнджерс», но играл только в АХЛ за «Хартфорд Вулф Пэк».
Вернувшись в Россию, выступал за «Ак Барс» (2003/04), «Нефтехимик» (2004/05 — 2005/06, 2008/09), «Амур» (2006/07 — 2007/08).
Серебряный призёр чемпионата мира среди молодёжных команд 1995 года.
Окончил Высшую школу тренеров. Обучение проходил в РГУФК на отделении хоккея. 6 декабря 2009 года был назначен тренером МХК «Мытищинские Атланты», с 6 ноября 2011 года — главный тренер команды. С 25 января 2012 года — тренер ХК «Атлант». В сезоне 2013/14 — тренер в «Авангарде». В сезонах 2015/16 — 2017/18 — тренер ЦСКА. В сезонах 2018/19 — 2020/21 главный тренер ХК «Звезда». С 20 октября 2021 — тренер в ЦСКА.